# Catedral de San Patricio (Melbourne)
La Catedral Basílica de San Patricio (en inglés St. Patrick's Cathedral Basilica) es una catedral y basílica menor católica australiana localizada en Melbourne y sede del arzobispo de la arquidiócesis homónima; y es conocida de manera internacional como uno de los principales ejemplos de arquitectura neogótica.
En 1851, doce años después de la fundación de Melbourne, el Secretario Colonial de Victoria concedió a la iglesia católica un terreno en la zona oriental para construir allí una iglesia. Poco después, el fraile agustino James Alipius Goold llegó a la región proveniente de Gran Bretaña para convertirse en el primer obispo de la diócesis, quien decidió construir la catedral en el lote de la zona oriental; como gran parte de la comunidad católica de Melbourne era de origen irlandés, se decidió que la advocación de la catedral fuera San Patricio, santo patrono de Irlanda.

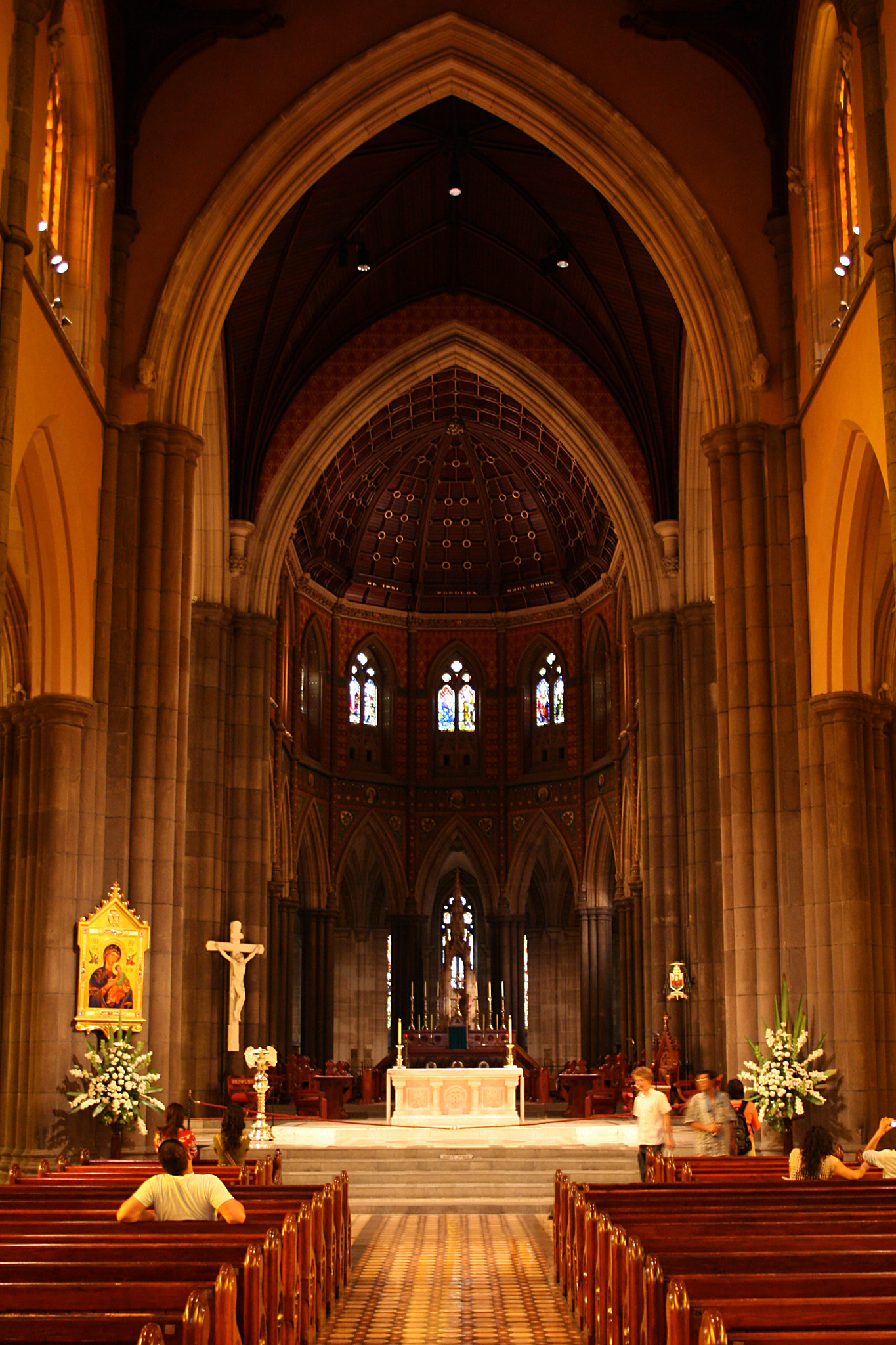
Nave central.

William Wardell, el principal arquitecto eclesiástico de la época, se encargó de preparar los planos para una catedral, sin embargo, el proyecto se retrasó por la escasa mano de obra existente debido a la fiebre del oro de 1851, pues todos los hombres aptos se retiraron hacia las minas, y la creación de una cantera no se dio sino hasta 1858. La catedral fue diseñada en estilo neogótico, basándose en las catedrales medievales de Inglaterra, un estilo arquitectónico que se hizo popular a mediados del siglo XIX; la nave central está realizada en un estilo conocido como inglés temprano (early english), mientras que las naves laterales, así como el resto de la catedral están hechas en un decorado más geométrico, es decir, gótico; Wardell diseñó la Catedral de Santa María de Sídney de una manera similar.

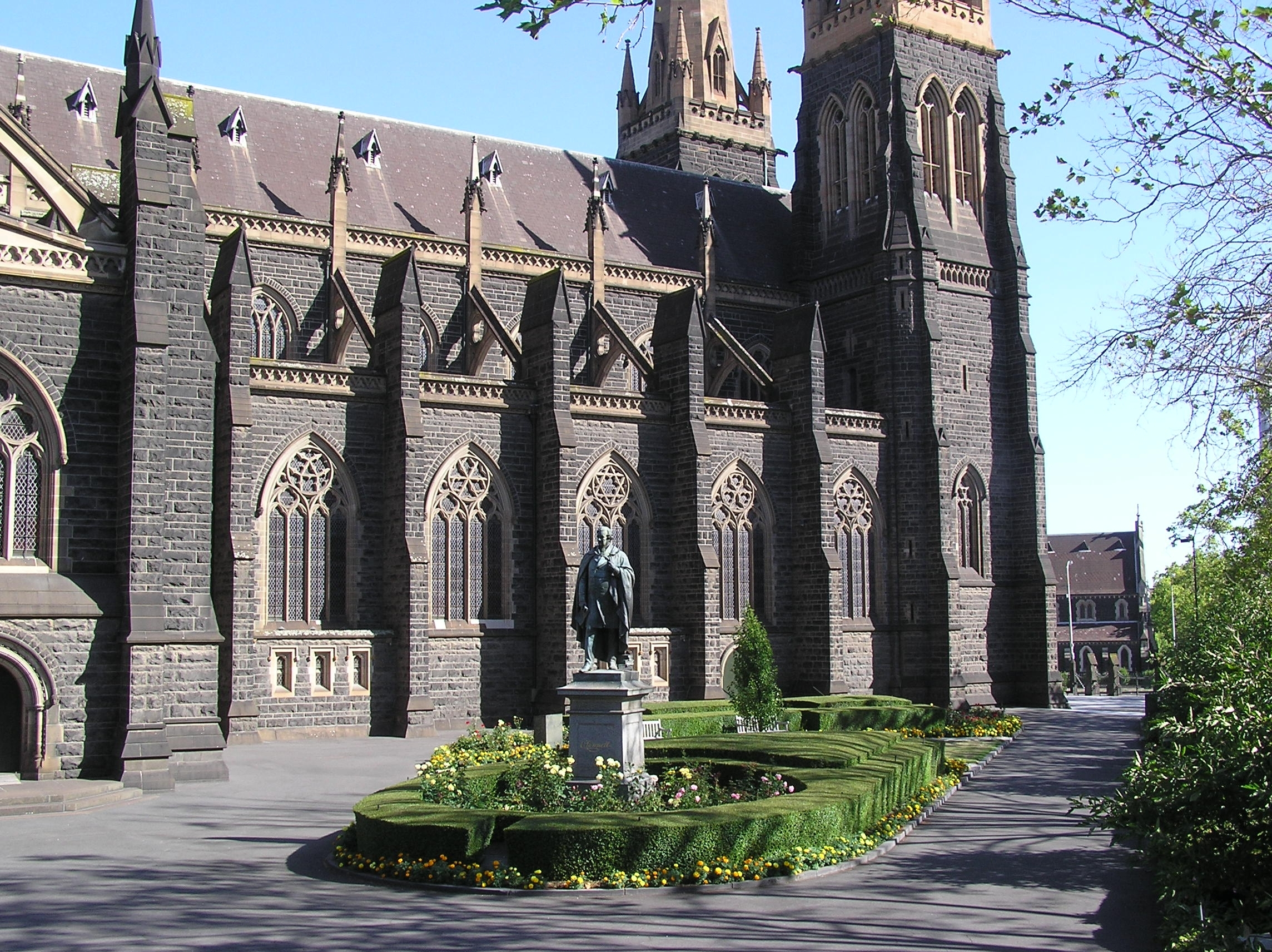
Costado izquierdo de la catedral; la estatua en primer plano es del líder nacionalista irlandés Daniel O'Connell.

Pese a que la nave central se completó en diez años, el resto de la catedral se fue construyendo con un ritmo más lento, retrasándose aún más por la depresión económica que atravesó la ciudad en 1891, de hecho, en 1897 la catedral fue consagrada sin haber sido terminada. Debido a que la comunidad católica de entonces era más bien escasa, hubo grandes demoras mientras se recolectaban los fondos para la adquisición de la piedra azul en que está construida la catedral, cuyo valor además, fue aumentado debido a toda esta larga espera en su construcción. La Catedral de San Patricio se convirtió en la iglesia más grande del siglo XIX en todo el mundo.
Daniel Mannix, fue nombrado arzobispo en 1917, decidió que vería terminada la catedral después del retraso de 30 años que la construcción había tenido. Supervisó la adición de las agujas y otros elementos a finales de los años 1930, la construcción de la catedral se culminó oficialmente en 1939.
En 1970, el papa Pablo VI se convirtió en el primer papa en visitar la catedral, y el 20 de julio de 1974 le otorgó el título de basílica menor, título que la catedral de Sídney había obtenido en 1932. En 1986 la visitó Juan Pablo II.
La catedral se encuentra construida en un eje este-oeste, con el altar ubicado en el extremo oriental, símbolo de la creencia en la resurrección de Jesucristo. La planta de la iglesia presenta una forma de cruz latina que consta de una nave con pasillos laterales, transeptos con pasillos laterales, un santuario con siete capillas, y sacristías. El eje de la nave mide 103.6 m de largo, 56.4 m de ancho en el cruce con el transepto y 25.3 m de ancho a lo largo de la nave. La nave y los transeptos tienen 28.9 m de altura. La aguja central 105 m y las agujas de las dos torres de la fachada principal, 61.9 m de alto.
Para celebrar el centenario de su consagración, la catedral fue restaurada en 1997 y fue sometida a trabajos de conservación.